# Septotheca tessmannii
Septotheca tessmannii ist ein Baum in der Familie der Malvengewächse aus der Unterfamilie der Wollbaumgewächse. Er kommt im nördlichen Brasilien, in Peru und Kolumbien vor. Es ist die einzige Art der Gattung Septotheca.

## Beschreibung
Septotheca tessmannii wächst als Baum bis zu 40 Meter hoch. Der Stammdurchmesser erreicht bis 60–90 Zentimeter. Es werden größere Brettwurzeln gebildet. Die Borke ist grau-braun und löst sich in größeren Platten ab.
Die wechselständigen, ledrigen, ganzrandigen, herz- und eiförmigen bis elliptischen, gestielten, rundspitzigen Laubblätter sind mit Blattstiel etwa 35–40 Zentimeter lang. Der Blattstiel ist etwa 6 Zentimeter lang. Die Nervatur ist handförmig. Es sind größere Nebenblätter vorhanden.
Die langstieligen, wenigblütigen, etwa doldigen Blütenstände sind achselständig. Die fünfzähligen und gestielten Blüten mit abfallendem Außenkelch sind mit doppelter Blütenhülle. Der ledrige, schuppige, raue, etwa 4 Zentimeter lange Kelch ist röhrig mit einer einfachen und einer dreilappigen, kurzen Lippe. Die gelb-grünlichen, großen und ledrigen, außen kurzhaarigen, bis etwa 4 Zentimeter langen Petalen sind spatel- oder keilförmig. Die leicht vorstehenden Staubblätter mit septierten, verdrehten Antheren sind in einer an der Spitze lappigen, kahlen Röhre verwachsen. Der oberständige Fruchtknoten ist fünfkammerig mit fünf Griffelästen.
Es werden bis 10–15 Zentimeter lange, fünfteilige und vielsamige, holzige, lokulizide, etwas raue Kapselfrüchte gebildet. Die Samen sind geflügelt.

## Verwendung
Das mittelschwere Holz ist bekannt als Utucuro und wird für einige Anwendungen genutzt.

## Taxonomie
Die Erstbeschreibung der Gattung Septotheca und der Art Septotheca tessmannii erfolgte 1924 durch Oskar Eberhard Ulbrich in Notizbl. Bot. Gart. Berlin-Dahlem 9: 129.